# Estação Senhor Roubado
Senhor Roubado é uma estação do Metropolitano de Lisboa. Situa-se numa zona de transição entre os concelhos de Lisboa e Odivelas, entre as estações Odivelas e Ameixoeira da Linha Amarela. Foi inaugurada a 27 de março de 2004 em conjunto com as estações Odivelas, Ameixoeira, Lumiar e Quinta das Conchas no âmbito da expansão desta linha à cidade de Odivelas.

## Descrição
Esta estação está localizada na Rua do Senhor Roubado, próximo da Rotunda do Senhor Roubado, possibilitando o acesso ao Padrão do Senhor Roubado e ao terminal de autocarros que se localiza nessa zona. O projeto arquitetónico é da autoria do arquiteto Manuel Bastos e as intervenções plásticas do artista plástico Pedro Croft. À semelhança das mais recentes estações do Metropolitano de Lisboa, está equipada para poder servir passageiros com deficiências motoras, contando com vários elevadores e escadas rolantes que facilitam o acesso às plataformas.

## Acessos
Esta estação conta com quatro acessos pedonais:
- Acesso 1 - está localizado no passeio sul da Rua do Senhor Roubado, próximo do topo norte do terminal rodoviário do Senhor Roubado. Está direcionado para poente e foi construído ao nível da superfície.
- Acesso 2 - está localizado no passeio sul da Rua do Senhor Roubado, próximo do topo norte do terminal rodoviário do Senhor Roubado. Está direcionado para nascente e foi construído ao nível da superfície.
- Acesso 3 - está localizado na zona mais a sul do terminal rodoviário do Senhor Roubado. Está direcionado para poente e foi construído ao nível da superfície.
- Acesso 4 - está localizado na zona mais a sul do terminal rodoviário do Senhor Roubado. Está direcionado para nascente e foi construído ao nível da superfície.